# ماريا شريفير

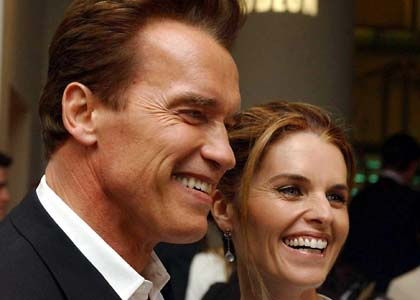
ماريا شريفير مع زوجها السابق آرنولد شوارزنيجر

ماريا أوينغز شريفير (بالإنجليزية: Maria Owings Shriver) هي صحافية ومؤلفة أمريكية حائزة على جائزتي بيبودي وإيمي. وُلدت في 6 نوفمبر 1955 وهي أحد أفراد عائلة كينيدي. هي السيدة الأولى في ولاية كاليفورنيا منذ تعيين زوجها آرنولد شوارزنيجر حاكمًا للولاية في 17 نوفمبر 2003.
انفصلت عن آرنولد شوارزنيجر حيث نقلت صحيفة 'لوس أنجلس تايمز' عن حاكم ولاية كاليفورنيا السابق الممثل أرنولد شوازينغر الثلاثاء إنه انفصل وزوجته ماريا شرايفر بعدما علمت أن عاملة في منزلهما أنجبت طفلاً منه قبل أكثر من عقد من الزمن.
وقالت الصحيفة إن شرايفر غادرت منزل العائلة في وقت سابق هذه السنة بعد أن اعترف زوجها بأبوته لطفل من امرأة عملت في منزلهما لـ20 سنة وتقاعدت في كانون الثاني(يناير) الماضي.
وأوضحت التايمز أنها تلقت بياناً من شوازينغر قال فيه 'بعد مغادرة منصبي كحاكم أخبرت زوجتي عن هذا الحدث الذي وقع قبل أكثر من عقد'، وأضاف 'أتفهم وأستحق الشعور بالغضب وخيبة الأمل تجاهي من أصدقائي وعائلتي، وليس لديّ أعذار وأتحمل كامل المسؤولية عن الألم الذي سببته، لقد اعتذرت من ماريا ومن أولادي وعائلتي، وأنا آسف فعلاً'.
وقد رفض متحدث باسم شرايفر التعليق على بيان شوازينغر.
وكانت المرأة التي عملت في منزل شوازينغر قد قالت في مقابلة سابقة إن رجلاً آخر كانت متزوجة منه هو والد ابنها، غير أنها رفضت التعليق حين أبلغتها التايمز عن بيان الممثل في وقت لاحق.
وقال مصدر أن شوازينغر تحمل مسؤولياته المادية تجاه الطفل منذ ولادته واستمر في إعالته.
وكان شوازينغر وشرايفر قد أعلنا عن انفصالهما في 10 (أبريل) بعد 25 سنة من الزواج.
يشار إلى ان شوازينغر (63 سنة) وشرايفر (55 سنة) متزوجان منذ العام 1986 ولديهما 4 أولاد في الـ14 والـ18 والـ20 والـ21 من العمر.

## حياتها المهنية
كتبت شريفير في كتابها عشرة أشياء أردت معرفتها قبل خروجي إلى العالم الحقيقي في سنة 2000 بأن شغفها بالبث الصحفي بدأ بعد تطوعها للعمل مع مراسلي الأخبار في الحملة الرئاسية عام 1972 والتي ترشح فيها والدها لمنصب نائب الرئيس، واصفةً إياه بـ «أفضل شيء حدث لي على الإطلاق».

بدأت عملها في قناة كيه واي دبليو - تي في في فيلادلفيا،

## روابط خارجية
- ماريا شريفير على موقع IMDb (الإنجليزية)
- ماريا شريفير على موقع الموسوعة البريطانية (الإنجليزية)
- ماريا شريفير على موقع إن إن دي بي (الإنجليزية)
- ماريا شريفير على موقع ديسكوغز (الإنجليزية)
- ماريا شريفير على موقع قاعدة بيانات الفيلم (الإنجليزية)